# Gert Fredriksson
Gert Fridolf Fredriksson (ur. 21 listopada 1919 w Nyköping, zm. 5 lipca 2006 tamże) – szwedzki kajakarz, sześciokrotny mistrz olimpijski w kajakarstwie.
Na Letnich Igrzyskach Olimpijskich w 1948 w Londynie zdobył dwa złote medale w wyścigach na 1000 m i 10 000 m w jedynkach. Na następnych igrzyskach w Helsinkach w 1952 zdobył złoty medal w jedynkach na 1000 m i srebrny na 10 000 m. W Melbourne 1956 wygrał zarówno wyścig na 1000 m, jak i na 10 000 m. W Rzymie 1960 w jedynkach na 1000 zdobył brązowy medal, ale wywalczył złoto w wyścigu dwójek na tym dystansie (wraz ze Svenem-Olovem Sjödeliusem).
Zdobył też siedem złotych, dwa srebrne i dwa brązowe medale mistrzostw świata i 71 medali mistrzostw Szwecji.